# Miravete de la Sierra
Miravete de la Sierra – gmina w Hiszpanii, w prowincji Teruel, w Aragonii, o powierzchni 36,51 km². W 2011 roku gmina liczyła 33 mieszkańców.